# Fluido de corte

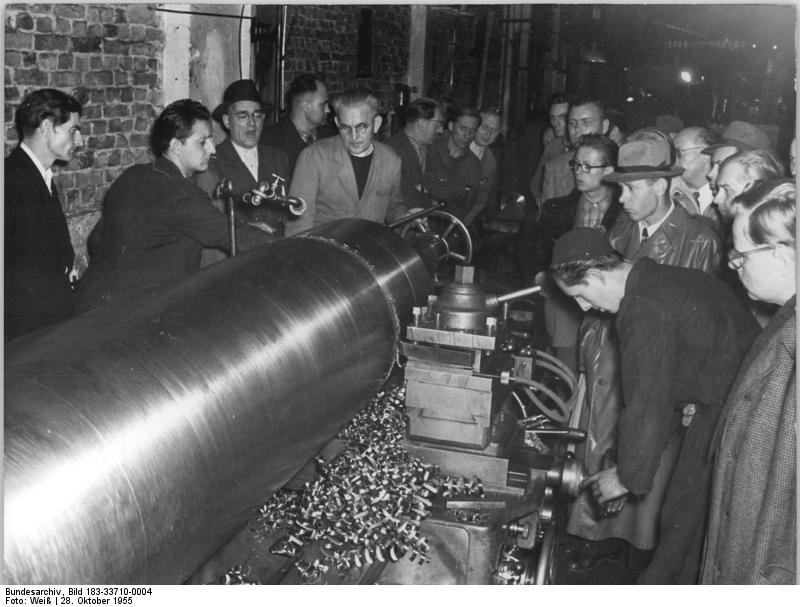
Cilindro de fluido de corte em uma oficina mecânica do século 20

Um fluido de corte é um líquido ou gás aplicados na ferramenta e no material que está sendo usinado, a fim de facilitar a operação do corte. Os fluidos de corte são utilizados na indústria com a função de refrigerar, lubrificar, proteger contra a oxidação e limpar a região da usinagem.
Após refrigerar a ferramenta e a peça, o fluido cai para a mesa onde é recolhido por canais e levado por meio de um tubo para o reservatório, assim a bomba aspira novamente o fluido para devolvê-lo sobre a ferramenta e a superfície do trabalho.
O fluido pode ser sólido, líquido e gasoso e estão divididos em três grupos: óleos de corte integrais; óleos emulsionáveis ou solúveis e; fluido de corte químico.
Os aditivos mais usados são os antioxidantes e os agentes EP. Os agentes EP são aditivos que reagem quimicamente com a superfície metálica e formam uma película que reduz o atrito. Alguns tipos de agentes EP são a matéria graxa, o enxofre, o cloro e o fósforo.

## Fluido universal
Na verdade não existe um fluido “universal” mas o óleo solúvel e o EP são os que cobrem maior número de operação de corte. Os fluidos de corte solúveis e os sintéticos são costumeiramente usados quando a função principal é resfriar. Os óleos minerais são usados quando a lubrificação é mais importante do que o resfriamento.

## Cuidados
Para um melhor desempenho do fluido de corte recomenda-se armazená-lo em local adequado e limpo; para não ficar contaminados ele pode ser limpo por meio de decantação e filtração; a aplicação do fluido deve ser na ponta da ferramenta evitando o choque térmico e a distorção.
Os cuidados, porém não devem se restringir apenas aos fluidos, mas também precisam de ser estendidos aos operadores que o manipulam. Alguns cuidados a serem tomados:
- Manter o fluido e a máquina limpos;
- Instalar protetores contra salpicos;
- Usar um avental a prova de óleo;
- Lavar as áreas da pele que entrem em contato com o salpico;
- Aplicar creme protetor nas mãos e nos braços;
- Tratar e proteger imediatamente cortes e arranhões.

## Tipos de Fluido de Corte
Tipos de Fluídos de Corte: Solúveis Minerais
Formam emulsões leitosas quando misturados com água. Possuem boas propriedades lubrificantes, produzem bom acabamento nas peças e são mais baratos se comparado aos semi-sintéticos ou sintéticos. Possuem a desvantagem de serem menos refrigerantes e se deterioram mais rapidamente devido ao ataque de bactérias.
Tipos de Fluídos de Corte: Solúveis Semi-sintéticos
- Estes fluidos possuem em sua composição óleo mineral e substâncias químicas, chamadas de sintéticas que formam soluções em água. São, portanto uma mistura de duas bases, uma mineral e outra sintética.

Possuem suficiente poder lubrificante para aplicações moderadas e pesadas, boas propriedades de umectação, permitindo mais altas velocidades e avanços, melhores propriedades de decantação e limpeza e maior resistência ao ataque das bactérias que os minerais. O custo é intermediário entre o mineral e o sintético.
Tipos de Fluídos de Corte: Solúveis Sintéticos
São constituídos de substâncias químicas que formam soluções em água. Os tipos mais simples consistem de sais orgânicos e inorgânicos dissolvidos em água e são usados principalmente como fluidos para retificação de desbaste porque oferecem boa proteção anticorrosiva e boa refrigeração. Os tipos mais complexos contém agentes umectantes que permitem que o fluido se espalhe mais eficientemente sobre as superfícies, sendo considerados de uso geral, com boas propriedades de refrigeração e lubrificação, adequados então para serviço moderado a pesado. Mantém os poros do rebolo abertos, suas propriedades superiores de detergência e de decantação o tornam indicados para operações de alta velocidade e avanço. As soluções são estáveis, e pouco atacada por bactérias.
A formação de espuma e seu controle é frequentemente um problema e também a formação de depósitos resinosos é frequente.